# Copy Shop
Copy Shop ist ein österreichischer Kurzfilm von Virgil Widrich aus dem Jahr 2001.

## Handlung
Alfred Kager erwacht, wäscht sich und geht zu seinem Copyshop, wo er Kopien anfertigt. Aus Versehen kopiert er seine Hand. Der Kopierer fertigt nun Kopien von verschiedenen Szenen am Morgen Alfreds an und der zieht entsetzt den Stecker des Kopierers. Am nächsten Morgen erwacht er, hört jedoch im Bad, wie der Wecker erneut klingelt. Er versteckt sich vor seinem zweiten Ich, das ins Bad kommt. Alfred geht zum Copyshop und sieht von innen, wie ein ihm identischer Mann ihn durch die Fensterscheibe beobachtet. Der Mann verschwindet, als Alfred eine Kopie zerreißt, die den anderen Mann vor dem Schaufenster zeigt. Kurz darauf fertigt der Kopierer Kopien von Handlungsabläufen an, die noch gar nicht geschehen sind, die Alfred jedoch in der Folge ausführt.
Alfred geht nach Hause. Er sieht durch das Schlüsselloch eine Kopie von sich in seinem Bett liegen und überrascht weitere Kopien im Bad und vor der Tür, zumal die im Bett erwachenden Klone ebenfalls immer mehr werden. Bald ist die Straße mit Kopien bevölkert und zahlreiche Alfred identische Männer stehen im Copyshop und kopieren unter anderem ihre Hände. Alfred zieht die Stecker der Kopierer und rennt mit den Tonerkartuschen im Arm davon. Er wird von seinen Kopien gejagt und erklettert schließlich einen Schornstein. Unter sich sieht er eine unüberschaubare Masse an Alfred-Kopien. Er stürzt sich in die Tiefe; beim Aufprall klingt es, als ob Papier zerreißen würde.

## Produktion
Copy Shop wurde als Film ohne Dialoge in Schwarz-Weiß realisiert. Dabei wurden die Szenen zunächst mit einer digitalen Videokamera gefilmt und anschließend jedes Einzelbild am Computer bearbeitet. Die so bearbeiteten Frames wurden in Schwarzweiß ausgedruckt und anschließend mit einer Trickfilmkamera abgefilmt. Insgesamt besteht der Film aus 18.000 Einzelbildern. Die Filmbauten stammen von Joachim Luetke. Copy Shop lief unter anderem im Januar 2001 auf dem International Film Festival Rotterdam und erhielt über 750 Festivaleinladungen, unter anderem für das Krakowski Festiwal Filmowy, das Internationale Filmfestival Karlovy Vary, das Filmfest Dresden und das Palm Springs International Film Festival.

## Auszeichnungen
Copy Shop gewann 43 internationale Filmpreise. Auf dem Festival du Court-Métrage de Clermont-Ferrand erhielt der Film den Preis für die Beste Filmmusik, gewann auf dem Krakowski Festiwal Filmowy den Cracow Students Jury Award und wurde auf der Semana Internacional de Cine de Valladolid mit einer Goldenen Ähre für den Besten Kurzfilm ausgezeichnet. Die minimalistische Streichermusik von Alexander Zlamal wurde beim Internationalen Kurzfilmfestival in Clermand-Ferand mit dem Preis für die beste Filmmusik ausgezeichnet.
Im Jahr 2002 war der Film für einen Oscar in der Kategorie Bester Kurzfilm sowie für einen Europäischen Filmpreis als Bester Kurzfilm nominiert.